# Liège–Bastogne–Liège 2023
Liège–Bastogne–Liège 2023 var den 109:e upplagan av belgiska cykelloppet Liège–Bastogne–Liège. Tävlingen avgjordes den den 23 april 2023 med både start och målgång i Liège. Loppet var en del av UCI World Tour 2023 och vanns av belgiska Remco Evenepoel från cykelstallet Soudal Quick-Step.

## Deltagande lag
| WorldTeams (18)- AG2R Citroën Team - Alpecin-Deceuninck - Astana Qazaqstan Team - Bahrain Victorious - Bora-Hansgrohe - Cofidis - EF Education-EasyPost - Groupama-FDJ - Ineos Grenadiers - Intermarché-Circus-Wanty - Jumbo-Visma - Movistar Team - Soudal Quick-Step - Arkéa-Samsic - Team DSM - Team Jayco AlUla - Trek-Segafredo - UAE Team Emirates ProTeams (7)- Bingoal WB - Equipo Kern Pharma - Israel-Premier Tech - Lotto Dstny - Team Flanders-Baloise - TotalEnergies - Uno-X Pro Cycling Team |
| |

## Resultat
| \| Totaltävlingen \| Totaltävlingen \| Totaltävlingen \| Totaltävlingen \| Totaltävlingen \| \| Cyklist \| Cyklist \| Lag \| Tid \| \| \| -------------- \| ---------------------- \| ------------------------ \| -------------- \| -------------- \| \| 1. \| Remco Evenepoel \| Soudal Quick-Step \| 6t 15' 49" \| \| \| 2. \| Tom Pidcock \| Ineos Grenadiers \| + 1' 06" \| \| \| 3. \| Santiago Buitrago \| Bahrain Victorious \| + 1' 06" \| \| \| 4. \| Ben Healy \| EF Education-EasyPost \| + 1' 08" \| \| \| 5. \| Valentin Madouas \| Groupama-FDJ \| + 1' 24" \| \| \| 6. \| Guillaume Martin \| Cofidis \| + 1' 25" \| \| \| 7. \| Tiesj Benoot \| Jumbo-Visma \| + 1' 37" \| \| \| 8. \| Patrick Konrad \| Bora-Hansgrohe \| + 1' 48" \| \| \| 9. \| Mattias Skjelmose \| Trek-Segafredo \| + 1' 48" \| \| \| 10. \| Marc Hirschi \| UAE Team Emirates \| + 1' 48" \| \| \| 11. \| Maxim Van Gils \| Lotto Dstny \| + 1' 48" \| \| \| 12. \| Michael Woods \| Israel-Premier Tech \| + 1' 48" \| \| \| 13. \| Giulio Ciccone \| Trek-Segafredo \| + 1' 48" \| \| \| 14. \| Pavel Sivakov \| Ineos Grenadiers \| + 1' 48" \| \| \| 15. \| Romain Bardet \| Team DSM \| + 1' 48" \| \| \| 16. \| Ion Izagirre \| Cofidis \| + 1' 48" \| \| \| 17. \| Laurens De Plus \| Ineos Grenadiers \| + 2' 02" \| \| \| 18. \| Aurélien Paret-Peintre \| AG2R Citroën Team \| + 2' 02" \| \| \| 19. \| Simone Velasco \| Astana Qazaqstan Team \| + 2' 13" \| \| \| 20. \| Lorenzo Rota \| Intermarché-Circus-Wanty \| + 2' 13" \| \| |                        |                          |            |
| |                        |                          |            |
| Källa: ProCyclingStats |                        |                          |            |
| Totaltävlingen |                        |                          |            |
| Cyklist | Cyklist                | Lag                      | Tid        |
| 1. | Remco Evenepoel        | Soudal Quick-Step        | 6t 15' 49" |
| 2. | Tom Pidcock            | Ineos Grenadiers         | + 1' 06"   |
| 3. | Santiago Buitrago      | Bahrain Victorious       | + 1' 06"   |
| 4. | Ben Healy              | EF Education-EasyPost    | + 1' 08"   |
| 5. | Valentin Madouas       | Groupama-FDJ             | + 1' 24"   |
| 6. | Guillaume Martin       | Cofidis                  | + 1' 25"   |
| 7. | Tiesj Benoot           | Jumbo-Visma              | + 1' 37"   |
| 8. | Patrick Konrad         | Bora-Hansgrohe           | + 1' 48"   |
| 9. | Mattias Skjelmose      | Trek-Segafredo           | + 1' 48"   |
| 10. | Marc Hirschi           | UAE Team Emirates        | + 1' 48"   |
| 11. | Maxim Van Gils         | Lotto Dstny              | + 1' 48"   |
| 12. | Michael Woods          | Israel-Premier Tech      | + 1' 48"   |
| 13. | Giulio Ciccone         | Trek-Segafredo           | + 1' 48"   |
| 14. | Pavel Sivakov          | Ineos Grenadiers         | + 1' 48"   |
| 15. | Romain Bardet          | Team DSM                 | + 1' 48"   |
| 16. | Ion Izagirre           | Cofidis                  | + 1' 48"   |
| 17. | Laurens De Plus        | Ineos Grenadiers         | + 2' 02"   |
| 18. | Aurélien Paret-Peintre | AG2R Citroën Team        | + 2' 02"   |
| 19. | Simone Velasco         | Astana Qazaqstan Team    | + 2' 13"   |
| 20. | Lorenzo Rota           | Intermarché-Circus-Wanty | + 2' 13"   |

## Startlista
| Soudal Quick-Step SOQ | Soudal Quick-Step SOQ            | Soudal Quick-Step SOQ |
| --------------------- | -------------------------------- | --------------------- |
| #                     | Cyklist                          | Placering             |
| 1                     | Remco Evenepoel (BEL) (landsväg) | 1.                    |
| 2                     | Julian Alaphilippe (FRA)         | 86.                   |
| 3                     | Andrea Bagioli (ITA)             | DNF                   |
| 4                     | Mauro Schmid (SUI)               | DNF                   |
| 5                     | Pieter Serry (BEL)               | 85.                   |
| 6                     | Ilan Van Wilder (BEL)            | 22.                   |
| 7                     | Louis Vervaeke (BEL)             | 52.                   |

| Alpecin-Deceuninck ADC | Alpecin-Deceuninck ADC      | Alpecin-Deceuninck ADC |
| ---------------------- | --------------------------- | ---------------------- |
| #                      | Cyklist                     | Placering              |
| 11                     | Quinten Hermans (BEL)       | 48.                    |
| 12                     | Tobias Bayer (AUT)          | 89.                    |
| 13                     | Michael Gogl (AUT)          | DNF                    |
| 14                     | Søren Kragh Andersen (DEN)  | DNF                    |
| 15                     | Jason Osborne (GER)         | 61.                    |
| 16                     | Robert Stannard (AUS)       | DNF                    |
| 17                     | Fabio Van den Bossche (BEL) | 88.                    |

| Jumbo-Visma TJV | Jumbo-Visma TJV                | Jumbo-Visma TJV |
| --------------- | ------------------------------ | --------------- |
| #               | Cyklist                        | Placering       |
| 21              | Tiesj Benoot (BEL)             | 7.              |
| 22              | Michel Hessmann (GER)          | 41.             |
| 23              | Gijs Leemreize (NED)           | 93.             |
| 24              | Sam Oomen (NED)                | DNS             |
| 25              | Jan Tratnik (SLO)              | 25.             |
| 26              | Attila Valter (HUN) (landsväg) | 26.             |
| 27              | Tosh Van der Sande (BEL)       | DNS             |

| Ineos Grenadiers IGD | Ineos Grenadiers IGD     | Ineos Grenadiers IGD |
| -------------------- | ------------------------ | -------------------- |
| #                    | Cyklist                  | Placering            |
| 31                   | Tom Pidcock (GBR)        | 2.                   |
| 32                   | Laurens De Plus (BEL)    | 17.                  |
| 33                   | Omar Fraile (ESP)        | 44.                  |
| 34                   | Michał Kwiatkowski (POL) | DNF                  |
| 35                   | Magnus Sheffield (USA)   | 38.                  |
| 36                   | Pavel Sivakov (FRA)      | 14.                  |
| 37                   | Connor Swift (GBR)       | 107.                 |

| Lotto Dstny LTD | Lotto Dstny LTD          | Lotto Dstny LTD |
| --------------- | ------------------------ | --------------- |
| #               | Cyklist                  | Placering       |
| 41              | Maxim Van Gils (BEL)     | 11.             |
| 42              | Andreas Kron (DEN)       | DNF             |
| 43              | Arjen Livyns (BEL)       | DNF             |
| 44              | Sylvain Moniquet (BEL)   | 37.             |
| 45              | Mathijs Paasschens (NED) | 68.             |
| 46              | Liam Slock (BEL)         | DNF             |
| 47              | Harry Sweeny (AUS)       | 63.             |

| Bora-Hansgrohe BOH | Bora-Hansgrohe BOH     | Bora-Hansgrohe BOH |
| ------------------ | ---------------------- | ------------------ |
| #                  | Cyklist                | Placering          |
| 51                 | Aleksandr Vlasov       | 46.                |
| 52                 | Giovanni Aleotti (ITA) | 58.                |
| 53                 | Patrick Gamper (AUT)   | DNF                |
| 54                 | Sergio Higuita (COL)   | DNF                |
| 55                 | Jai Hindley (AUS)      | 83.                |
| 56                 | Patrick Konrad (AUT)   | 8.                 |
| 57                 | Ide Schelling (NED)    | DNF                |

| Bahrain Victorious TBV | Bahrain Victorious TBV           | Bahrain Victorious TBV |
| ---------------------- | -------------------------------- | ---------------------- |
| #                      | Cyklist                          | Placering              |
| 61                     | Mikel Landa (ESP)                | DNF                    |
| 62                     | Yukiya Arashiro (JPN) (landsväg) | DNF                    |
| 63                     | Peio Bilbao (ESP)                | 43.                    |
| 64                     | Santiago Buitrago (COL)          | 3.                     |
| 65                     | Fran Miholjević (CRO)            | DNF                    |
| 66                     | Matej Mohorič (SLO)              | 40.                    |
| 67                     | Wout Poels (NED)                 | 42.                    |

| Movistar Team MOV | Movistar Team MOV        | Movistar Team MOV |
| ----------------- | ------------------------ | ----------------- |
| #                 | Cyklist                  | Placering         |
| 71                | Enric Mas (ESP)          | DNF               |
| 72                | Ruben Guerreiro (POR)    | 23.               |
| 73                | Alex Aranburu (ESP)      | 71.               |
| 74                | Jorge Arcas (ESP)        | 106.              |
| 75                | Gorka Izagirre (ESP)     | 70.               |
| 76                | José Joaquín Rojas (ESP) | DNF               |
| 77                | Gonzalo Serrano (ESP)    | 72.               |

| EF Education-EasyPost EFE | EF Education-EasyPost EFE       | EF Education-EasyPost EFE |
| ------------------------- | ------------------------------- | ------------------------- |
| #                         | Cyklist                         | Placering                 |
| 81                        | Ben Healy (IRL)                 | 4.                        |
| 82                        | Andrey Amador (CRC)             | 98.                       |
| 83                        | Jonathan Caicedo (ECU)          | 82.                       |
| 84                        | Esteban Chaves (COL) (landsväg) | 45.                       |
| 85                        | Mikkel Frølich Honoré (DEN)     | DNF                       |
| 86                        | Andrea Piccolo (ITA)            | DNF                       |
| 87                        | Neilson Powless (USA)           | 65.                       |

| UAE Team Emirates UAD | UAE Team Emirates UAD                | UAE Team Emirates UAD |
| --------------------- | ------------------------------------ | --------------------- |
| #                     | Cyklist                              | Placering             |
| 91                    | Tadej Pogačar (SLO)                  | DNF                   |
| 92                    | Sjoerd Bax (NED)                     | DNF                   |
| 93                    | George Bennett (NZL)                 | DNF                   |
| 94                    | Felix Großschartner (AUT) (landsväg) | 84.                   |
| 95                    | Marc Hirschi (SUI)                   | 10.                   |
| 96                    | Vegard Stake Laengen (NOR)           | DNF                   |
| 97                    | Michael Vink (NZL)                   | DNF                   |

| Israel-Premier Tech IPT | Israel-Premier Tech IPT  | Israel-Premier Tech IPT |
| ----------------------- | ------------------------ | ----------------------- |
| #                       | Cyklist                  | Placering               |
| 101                     | Michael Woods (CAN)      | 12.                     |
| 102                     | Guillaume Boivin (CAN)   | DNF                     |
| 103                     | Simon Clarke (AUS)       | 35.                     |
| 104                     | Daryl Impey (RSA)        | DNF                     |
| 105                     | Krists Neilands (LAT)    | DNF                     |
| 106                     | Mads Würtz Schmidt (DEN) | 59.                     |
| 107                     | Nick Schultz (AUS)       | 36.                     |

| Arkéa-Samsic ARK | Arkéa-Samsic ARK        | Arkéa-Samsic ARK |
| ---------------- | ----------------------- | ---------------- |
| #                | Cyklist                 | Placering        |
| 111              | Warren Barguil (FRA)    | DNF              |
| 112              | Louis Barré (FRA)       | DNF              |
| 113              | Anthony Delaplace (FRA) | 75.              |
| 114              | Simon Guglielmi (FRA)   | 74.              |
| 115              | Mathis Le Berre (FRA)   | 96.              |
| 116              | Łukasz Owsian (POL)     | DNF              |
| 117              | Andriy Ponomar (UKR)    | DNF              |

| Groupama-FDJ GFC | Groupama-FDJ GFC         | Groupama-FDJ GFC |
| ---------------- | ------------------------ | ---------------- |
| #                | Cyklist                  | Placering        |
| 121              | David Gaudu (FRA)        | DNF              |
| 122              | Kevin Geniets (LUX)      | 53.              |
| 123              | Matthieu Ladagnous (FRA) | DNF              |
| 124              | Valentin Madouas (FRA)   | 5.               |
| 125              | Rudy Molard (FRA)        | 33.              |
| 126              | Quentin Pacher (FRA)     | 55.              |
| 127              | Lars van den Berg (NED)  | 60.              |

| TotalEnergies TEN | TotalEnergies TEN        | TotalEnergies TEN |
| ----------------- | ------------------------ | ----------------- |
| #                 | Cyklist                  | Placering         |
| 131               | Steff Cras (BEL)         | 30.               |
| 132               | Mathieu Burgaudeau (FRA) | 62.               |
| 133               | Valentin Ferron (FRA)    | 69.               |
| 134               | Fabien Grellier (FRA)    | DNF               |
| 135               | Alan Jousseaume (FRA)    | 77.               |
| 136               | Paul Ourselin (FRA)      | 51.               |
| 137               | Mattéo Vercher (FRA)     | DNF               |

| AG2R Citroën Team ACT | AG2R Citroën Team ACT        | AG2R Citroën Team ACT |
| --------------------- | ---------------------------- | --------------------- |
| #                     | Cyklist                      | Placering             |
| 141                   | Benoît Cosnefroy (FRA)       | 54.                   |
| 142                   | Alex Baudin (FRA)            | 109.                  |
| 143                   | Clément Berthet (FRA)        | 57.                   |
| 144                   | Mikaël Cherel (FRA)          | 81.                   |
| 145                   | Ben O'Connor (AUS)           | 50.                   |
| 146                   | Aurélien Paret-Peintre (FRA) | 18.                   |
| 147                   | Lawrence Warbasse (USA)      | 80.                   |

| Team DSM DSM | Team DSM DSM          | Team DSM DSM |
| ------------ | --------------------- | ------------ |
| #            | Cyklist               | Placering    |
| 151          | Romain Bardet (FRA)   | 15.          |
| 152          | Romain Combaud (FRA)  | DNF          |
| 153          | Matthew Dinham (AUS)  | 76.          |
| 154          | Sean Flynn (GBR)      | DNF          |
| 155          | Leon Heinschke (GER)  | DNF          |
| 156          | Martijn Tusveld (NED) | DNF          |
| 157          | Kevin Vermaerke (USA) | 92.          |

| Intermarché-Circus-Wanty ICW | Intermarché-Circus-Wanty ICW | Intermarché-Circus-Wanty ICW |
| ---------------------------- | ---------------------------- | ---------------------------- |
| #                            | Cyklist                      | Placering                    |
| 161                          | Lorenzo Rota (ITA)           | 20.                          |
| 162                          | Lilian Calmejane (FRA)       | 100.                         |
| 163                          | Rui Costa (POR)              | 31.                          |
| 164                          | Kobe Goossens (BEL)          | 27.                          |
| 165                          | Tom Paquot (BEL)             | DNF                          |
| 166                          | Dion Smith (NZL)             | 47.                          |
| 167                          | Georg Zimmermann (GER)       | 56.                          |

| Cofidis COF | Cofidis COF            | Cofidis COF |
| ----------- | ---------------------- | ----------- |
| #           | Cyklist                | Placering   |
| 171         | Ion Izagirre (ESP)     | 16.         |
| 172         | Simon Geschke (GER)    | DNF         |
| 173         | José Herrada (ESP)     | 113.        |
| 174         | Jesús Herrada (ESP)    | DNF         |
| 175         | Victor Lafay (FRA)     | 32.         |
| 176         | Guillaume Martin (FRA) | 6.          |
| 177         | Anthony Perez (FRA)    | 112.        |

| Uno-X Pro Cycling Team UXT | Uno-X Pro Cycling Team UXT       | Uno-X Pro Cycling Team UXT |
| -------------------------- | -------------------------------- | -------------------------- |
| #                          | Cyklist                          | Placering                  |
| 181                        | Tobias Halland Johannessen (NOR) | 24.                        |
| 182                        | Anthon Charmig (DEN)             | 97.                        |
| 183                        | Fredrik Dversnes (NOR)           | 64.                        |
| 184                        | Anders Halland Johannessen (NOR) | DNF                        |
| 185                        | Jacob Hindsgaul Madsen (DEN)     | 94.                        |
| 186                        | Torstein Træen (NOR)             | DNF                        |
| 187                        | Jonas Gregaard (DEN)             | 67.                        |

| Trek-Segafredo TFS | Trek-Segafredo TFS      | Trek-Segafredo TFS |
| ------------------ | ----------------------- | ------------------ |
| #                  | Cyklist                 | Placering          |
| 191                | Giulio Ciccone (ITA)    | 13.                |
| 192                | Julien Bernard (FRA)    | DNF                |
| 193                | Tony Gallopin (FRA)     | 79.                |
| 194                | Mattias Skjelmose (DEN) | 9.                 |
| 195                | Juan Pedro López (ESP)  | 49.                |
| 196                | Bauke Mollema (NED)     | 29.                |
| 197                | Jacopo Mosca (ITA)      | 78.                |

| Astana Qazaqstan Team AST | Astana Qazaqstan Team AST | Astana Qazaqstan Team AST |
| ------------------------- | ------------------------- | ------------------------- |
| #                         | Cyklist                   | Placering                 |
| 201                       | Alexej Lutsenko (KAZ)     | DNF                       |
| 202                       | Leonardo Basso (ITA)      | DNF                       |
| 203                       | Samuele Battistella (ITA) | DNS                       |
| 204                       | David de la Cruz (ESP)    | DNF                       |
| 205                       | Alexandr Riabushenko      | DNF                       |
| 206                       | Christian Scaroni (ITA)   | 87.                       |
| 207                       | Simone Velasco (ITA)      | 19.                       |

| Bingoal WB BWB | Bingoal WB BWB        | Bingoal WB BWB |
| -------------- | --------------------- | -------------- |
| #              | Cyklist               | Placering      |
| 211            | Lennert Teugels (BEL) | 108.           |
| 212            | Alexis Guérin (FRA)   | 90.            |
| 213            | Johan Meens (BEL)     | 104.           |
| 214            | Julian Mertens (BEL)  | 34.            |
| 215            | Rémy Mertz (BEL)      | 91.            |
| 216            | Marco Tizza (ITA)     | 95.            |
| 217            | Luca Van Boven (BEL)  | 103.           |

| Team Jayco AlUla JAY | Team Jayco AlUla JAY       | Team Jayco AlUla JAY |
| -------------------- | -------------------------- | -------------------- |
| #                    | Cyklist                    | Placering            |
| 221                  | Matteo Sobrero (ITA)       | 21.                  |
| 222                  | Alexandre Balmer (SUI)     | 66.                  |
| 223                  | Kevin Colleoni (ITA)       | DNF                  |
| 224                  | Lawson Craddock (USA)      | 73.                  |
| 225                  | Alessandro De Marchi (ITA) | 28.                  |
| 226                  | Tsgabu Grmay (ETH)         | 105.                 |
| 227                  | Jan Maas (NED)             | DNF                  |

| Team Flanders-Baloise TFB | Team Flanders-Baloise TFB | Team Flanders-Baloise TFB |
| ------------------------- | ------------------------- | ------------------------- |
| #                         | Cyklist                   | Placering                 |
| 231                       | Jenno Berckmoes (BEL)     | 102.                      |
| 232                       | Ruben Apers (BEL)         | DNF                       |
| 233                       | Kamiel Bonneu (BEL)       | 111.                      |
| 234                       | Vito Braet (BEL)          | DNF                       |
| 235                       | Toon Clynhens (BEL)       | DNF                       |
| 236                       | Elias Maris (BEL)         | DNF                       |
| 237                       | Vincent Van Hemelen (BEL) | DNF                       |

| Equipo Kern Pharma EKP | Equipo Kern Pharma EKP   | Equipo Kern Pharma EKP |
| ---------------------- | ------------------------ | ---------------------- |
| #                      | Cyklist                  | Placering              |
| 241                    | Roger Adrià (ESP)        | 39.                    |
| 242                    | Héctor Carretero (ESP)   | DNF                    |
| 243                    | Francisco Galván (ESP)   | 110.                   |
| 244                    | Raúl García Pierna (ESP) | 101.                   |
| 245                    | Pau Miquel (ESP)         | 99.                    |
| 246                    | Ibon Ruiz (ESP)          | DNF                    |
| 247                    | Danny van der Tuuk (NED) | DNF                    |

| Soudal Quick-Step SOQ | Soudal Quick-Step SOQ            | Soudal Quick-Step SOQ |
| --------------------- | -------------------------------- | --------------------- |
| #                     | Cyklist                          | Placering             |
| 1                     | Remco Evenepoel (BEL) (landsväg) | 1.                    |
| 2                     | Julian Alaphilippe (FRA)         | 86.                   |
| 3                     | Andrea Bagioli (ITA)             | DNF                   |
| 4                     | Mauro Schmid (SUI)               | DNF                   |
| 5                     | Pieter Serry (BEL)               | 85.                   |
| 6                     | Ilan Van Wilder (BEL)            | 22.                   |
| 7                     | Louis Vervaeke (BEL)             | 52.                   |

| Alpecin-Deceuninck ADC | Alpecin-Deceuninck ADC      | Alpecin-Deceuninck ADC |
| ---------------------- | --------------------------- | ---------------------- |
| #                      | Cyklist                     | Placering              |
| 11                     | Quinten Hermans (BEL)       | 48.                    |
| 12                     | Tobias Bayer (AUT)          | 89.                    |
| 13                     | Michael Gogl (AUT)          | DNF                    |
| 14                     | Søren Kragh Andersen (DEN)  | DNF                    |
| 15                     | Jason Osborne (GER)         | 61.                    |
| 16                     | Robert Stannard (AUS)       | DNF                    |
| 17                     | Fabio Van den Bossche (BEL) | 88.                    |

| Jumbo-Visma TJV | Jumbo-Visma TJV                | Jumbo-Visma TJV |
| --------------- | ------------------------------ | --------------- |
| #               | Cyklist                        | Placering       |
| 21              | Tiesj Benoot (BEL)             | 7.              |
| 22              | Michel Hessmann (GER)          | 41.             |
| 23              | Gijs Leemreize (NED)           | 93.             |
| 24              | Sam Oomen (NED)                | DNS             |
| 25              | Jan Tratnik (SLO)              | 25.             |
| 26              | Attila Valter (HUN) (landsväg) | 26.             |
| 27              | Tosh Van der Sande (BEL)       | DNS             |

| Ineos Grenadiers IGD | Ineos Grenadiers IGD     | Ineos Grenadiers IGD |
| -------------------- | ------------------------ | -------------------- |
| #                    | Cyklist                  | Placering            |
| 31                   | Tom Pidcock (GBR)        | 2.                   |
| 32                   | Laurens De Plus (BEL)    | 17.                  |
| 33                   | Omar Fraile (ESP)        | 44.                  |
| 34                   | Michał Kwiatkowski (POL) | DNF                  |
| 35                   | Magnus Sheffield (USA)   | 38.                  |
| 36                   | Pavel Sivakov (FRA)      | 14.                  |
| 37                   | Connor Swift (GBR)       | 107.                 |

| Lotto Dstny LTD | Lotto Dstny LTD          | Lotto Dstny LTD |
| --------------- | ------------------------ | --------------- |
| #               | Cyklist                  | Placering       |
| 41              | Maxim Van Gils (BEL)     | 11.             |
| 42              | Andreas Kron (DEN)       | DNF             |
| 43              | Arjen Livyns (BEL)       | DNF             |
| 44              | Sylvain Moniquet (BEL)   | 37.             |
| 45              | Mathijs Paasschens (NED) | 68.             |
| 46              | Liam Slock (BEL)         | DNF             |
| 47              | Harry Sweeny (AUS)       | 63.             |

| Bora-Hansgrohe BOH | Bora-Hansgrohe BOH     | Bora-Hansgrohe BOH |
| ------------------ | ---------------------- | ------------------ |
| #                  | Cyklist                | Placering          |
| 51                 | Aleksandr Vlasov       | 46.                |
| 52                 | Giovanni Aleotti (ITA) | 58.                |
| 53                 | Patrick Gamper (AUT)   | DNF                |
| 54                 | Sergio Higuita (COL)   | DNF                |
| 55                 | Jai Hindley (AUS)      | 83.                |
| 56                 | Patrick Konrad (AUT)   | 8.                 |
| 57                 | Ide Schelling (NED)    | DNF                |

| Bahrain Victorious TBV | Bahrain Victorious TBV           | Bahrain Victorious TBV |
| ---------------------- | -------------------------------- | ---------------------- |
| #                      | Cyklist                          | Placering              |
| 61                     | Mikel Landa (ESP)                | DNF                    |
| 62                     | Yukiya Arashiro (JPN) (landsväg) | DNF                    |
| 63                     | Peio Bilbao (ESP)                | 43.                    |
| 64                     | Santiago Buitrago (COL)          | 3.                     |
| 65                     | Fran Miholjević (CRO)            | DNF                    |
| 66                     | Matej Mohorič (SLO)              | 40.                    |
| 67                     | Wout Poels (NED)                 | 42.                    |

| Movistar Team MOV | Movistar Team MOV        | Movistar Team MOV |
| ----------------- | ------------------------ | ----------------- |
| #                 | Cyklist                  | Placering         |
| 71                | Enric Mas (ESP)          | DNF               |
| 72                | Ruben Guerreiro (POR)    | 23.               |
| 73                | Alex Aranburu (ESP)      | 71.               |
| 74                | Jorge Arcas (ESP)        | 106.              |
| 75                | Gorka Izagirre (ESP)     | 70.               |
| 76                | José Joaquín Rojas (ESP) | DNF               |
| 77                | Gonzalo Serrano (ESP)    | 72.               |

| EF Education-EasyPost EFE | EF Education-EasyPost EFE       | EF Education-EasyPost EFE |
| ------------------------- | ------------------------------- | ------------------------- |
| #                         | Cyklist                         | Placering                 |
| 81                        | Ben Healy (IRL)                 | 4.                        |
| 82                        | Andrey Amador (CRC)             | 98.                       |
| 83                        | Jonathan Caicedo (ECU)          | 82.                       |
| 84                        | Esteban Chaves (COL) (landsväg) | 45.                       |
| 85                        | Mikkel Frølich Honoré (DEN)     | DNF                       |
| 86                        | Andrea Piccolo (ITA)            | DNF                       |
| 87                        | Neilson Powless (USA)           | 65.                       |

| UAE Team Emirates UAD | UAE Team Emirates UAD                | UAE Team Emirates UAD |
| --------------------- | ------------------------------------ | --------------------- |
| #                     | Cyklist                              | Placering             |
| 91                    | Tadej Pogačar (SLO)                  | DNF                   |
| 92                    | Sjoerd Bax (NED)                     | DNF                   |
| 93                    | George Bennett (NZL)                 | DNF                   |
| 94                    | Felix Großschartner (AUT) (landsväg) | 84.                   |
| 95                    | Marc Hirschi (SUI)                   | 10.                   |
| 96                    | Vegard Stake Laengen (NOR)           | DNF                   |
| 97                    | Michael Vink (NZL)                   | DNF                   |

| Israel-Premier Tech IPT | Israel-Premier Tech IPT  | Israel-Premier Tech IPT |
| ----------------------- | ------------------------ | ----------------------- |
| #                       | Cyklist                  | Placering               |
| 101                     | Michael Woods (CAN)      | 12.                     |
| 102                     | Guillaume Boivin (CAN)   | DNF                     |
| 103                     | Simon Clarke (AUS)       | 35.                     |
| 104                     | Daryl Impey (RSA)        | DNF                     |
| 105                     | Krists Neilands (LAT)    | DNF                     |
| 106                     | Mads Würtz Schmidt (DEN) | 59.                     |
| 107                     | Nick Schultz (AUS)       | 36.                     |

| Arkéa-Samsic ARK | Arkéa-Samsic ARK        | Arkéa-Samsic ARK |
| ---------------- | ----------------------- | ---------------- |
| #                | Cyklist                 | Placering        |
| 111              | Warren Barguil (FRA)    | DNF              |
| 112              | Louis Barré (FRA)       | DNF              |
| 113              | Anthony Delaplace (FRA) | 75.              |
| 114              | Simon Guglielmi (FRA)   | 74.              |
| 115              | Mathis Le Berre (FRA)   | 96.              |
| 116              | Łukasz Owsian (POL)     | DNF              |
| 117              | Andriy Ponomar (UKR)    | DNF              |

| Groupama-FDJ GFC | Groupama-FDJ GFC         | Groupama-FDJ GFC |
| ---------------- | ------------------------ | ---------------- |
| #                | Cyklist                  | Placering        |
| 121              | David Gaudu (FRA)        | DNF              |
| 122              | Kevin Geniets (LUX)      | 53.              |
| 123              | Matthieu Ladagnous (FRA) | DNF              |
| 124              | Valentin Madouas (FRA)   | 5.               |
| 125              | Rudy Molard (FRA)        | 33.              |
| 126              | Quentin Pacher (FRA)     | 55.              |
| 127              | Lars van den Berg (NED)  | 60.              |

| TotalEnergies TEN | TotalEnergies TEN        | TotalEnergies TEN |
| ----------------- | ------------------------ | ----------------- |
| #                 | Cyklist                  | Placering         |
| 131               | Steff Cras (BEL)         | 30.               |
| 132               | Mathieu Burgaudeau (FRA) | 62.               |
| 133               | Valentin Ferron (FRA)    | 69.               |
| 134               | Fabien Grellier (FRA)    | DNF               |
| 135               | Alan Jousseaume (FRA)    | 77.               |
| 136               | Paul Ourselin (FRA)      | 51.               |
| 137               | Mattéo Vercher (FRA)     | DNF               |

| AG2R Citroën Team ACT | AG2R Citroën Team ACT        | AG2R Citroën Team ACT |
| --------------------- | ---------------------------- | --------------------- |
| #                     | Cyklist                      | Placering             |
| 141                   | Benoît Cosnefroy (FRA)       | 54.                   |
| 142                   | Alex Baudin (FRA)            | 109.                  |
| 143                   | Clément Berthet (FRA)        | 57.                   |
| 144                   | Mikaël Cherel (FRA)          | 81.                   |
| 145                   | Ben O'Connor (AUS)           | 50.                   |
| 146                   | Aurélien Paret-Peintre (FRA) | 18.                   |
| 147                   | Lawrence Warbasse (USA)      | 80.                   |

| Team DSM DSM | Team DSM DSM          | Team DSM DSM |
| ------------ | --------------------- | ------------ |
| #            | Cyklist               | Placering    |
| 151          | Romain Bardet (FRA)   | 15.          |
| 152          | Romain Combaud (FRA)  | DNF          |
| 153          | Matthew Dinham (AUS)  | 76.          |
| 154          | Sean Flynn (GBR)      | DNF          |
| 155          | Leon Heinschke (GER)  | DNF          |
| 156          | Martijn Tusveld (NED) | DNF          |
| 157          | Kevin Vermaerke (USA) | 92.          |

| Intermarché-Circus-Wanty ICW | Intermarché-Circus-Wanty ICW | Intermarché-Circus-Wanty ICW |
| ---------------------------- | ---------------------------- | ---------------------------- |
| #                            | Cyklist                      | Placering                    |
| 161                          | Lorenzo Rota (ITA)           | 20.                          |
| 162                          | Lilian Calmejane (FRA)       | 100.                         |
| 163                          | Rui Costa (POR)              | 31.                          |
| 164                          | Kobe Goossens (BEL)          | 27.                          |
| 165                          | Tom Paquot (BEL)             | DNF                          |
| 166                          | Dion Smith (NZL)             | 47.                          |
| 167                          | Georg Zimmermann (GER)       | 56.                          |

| Cofidis COF | Cofidis COF            | Cofidis COF |
| ----------- | ---------------------- | ----------- |
| #           | Cyklist                | Placering   |
| 171         | Ion Izagirre (ESP)     | 16.         |
| 172         | Simon Geschke (GER)    | DNF         |
| 173         | José Herrada (ESP)     | 113.        |
| 174         | Jesús Herrada (ESP)    | DNF         |
| 175         | Victor Lafay (FRA)     | 32.         |
| 176         | Guillaume Martin (FRA) | 6.          |
| 177         | Anthony Perez (FRA)    | 112.        |

| Uno-X Pro Cycling Team UXT | Uno-X Pro Cycling Team UXT       | Uno-X Pro Cycling Team UXT |
| -------------------------- | -------------------------------- | -------------------------- |
| #                          | Cyklist                          | Placering                  |
| 181                        | Tobias Halland Johannessen (NOR) | 24.                        |
| 182                        | Anthon Charmig (DEN)             | 97.                        |
| 183                        | Fredrik Dversnes (NOR)           | 64.                        |
| 184                        | Anders Halland Johannessen (NOR) | DNF                        |
| 185                        | Jacob Hindsgaul Madsen (DEN)     | 94.                        |
| 186                        | Torstein Træen (NOR)             | DNF                        |
| 187                        | Jonas Gregaard (DEN)             | 67.                        |

| Trek-Segafredo TFS | Trek-Segafredo TFS      | Trek-Segafredo TFS |
| ------------------ | ----------------------- | ------------------ |
| #                  | Cyklist                 | Placering          |
| 191                | Giulio Ciccone (ITA)    | 13.                |
| 192                | Julien Bernard (FRA)    | DNF                |
| 193                | Tony Gallopin (FRA)     | 79.                |
| 194                | Mattias Skjelmose (DEN) | 9.                 |
| 195                | Juan Pedro López (ESP)  | 49.                |
| 196                | Bauke Mollema (NED)     | 29.                |
| 197                | Jacopo Mosca (ITA)      | 78.                |

| Astana Qazaqstan Team AST | Astana Qazaqstan Team AST | Astana Qazaqstan Team AST |
| ------------------------- | ------------------------- | ------------------------- |
| #                         | Cyklist                   | Placering                 |
| 201                       | Alexej Lutsenko (KAZ)     | DNF                       |
| 202                       | Leonardo Basso (ITA)      | DNF                       |
| 203                       | Samuele Battistella (ITA) | DNS                       |
| 204                       | David de la Cruz (ESP)    | DNF                       |
| 205                       | Alexandr Riabushenko      | DNF                       |
| 206                       | Christian Scaroni (ITA)   | 87.                       |
| 207                       | Simone Velasco (ITA)      | 19.                       |

| Bingoal WB BWB | Bingoal WB BWB        | Bingoal WB BWB |
| -------------- | --------------------- | -------------- |
| #              | Cyklist               | Placering      |
| 211            | Lennert Teugels (BEL) | 108.           |
| 212            | Alexis Guérin (FRA)   | 90.            |
| 213            | Johan Meens (BEL)     | 104.           |
| 214            | Julian Mertens (BEL)  | 34.            |
| 215            | Rémy Mertz (BEL)      | 91.            |
| 216            | Marco Tizza (ITA)     | 95.            |
| 217            | Luca Van Boven (BEL)  | 103.           |

| Team Jayco AlUla JAY | Team Jayco AlUla JAY       | Team Jayco AlUla JAY |
| -------------------- | -------------------------- | -------------------- |
| #                    | Cyklist                    | Placering            |
| 221                  | Matteo Sobrero (ITA)       | 21.                  |
| 222                  | Alexandre Balmer (SUI)     | 66.                  |
| 223                  | Kevin Colleoni (ITA)       | DNF                  |
| 224                  | Lawson Craddock (USA)      | 73.                  |
| 225                  | Alessandro De Marchi (ITA) | 28.                  |
| 226                  | Tsgabu Grmay (ETH)         | 105.                 |
| 227                  | Jan Maas (NED)             | DNF                  |

| Team Flanders-Baloise TFB | Team Flanders-Baloise TFB | Team Flanders-Baloise TFB |
| ------------------------- | ------------------------- | ------------------------- |
| #                         | Cyklist                   | Placering                 |
| 231                       | Jenno Berckmoes (BEL)     | 102.                      |
| 232                       | Ruben Apers (BEL)         | DNF                       |
| 233                       | Kamiel Bonneu (BEL)       | 111.                      |
| 234                       | Vito Braet (BEL)          | DNF                       |
| 235                       | Toon Clynhens (BEL)       | DNF                       |
| 236                       | Elias Maris (BEL)         | DNF                       |
| 237                       | Vincent Van Hemelen (BEL) | DNF                       |

| Equipo Kern Pharma EKP | Equipo Kern Pharma EKP   | Equipo Kern Pharma EKP |
| ---------------------- | ------------------------ | ---------------------- |
| #                      | Cyklist                  | Placering              |
| 241                    | Roger Adrià (ESP)        | 39.                    |
| 242                    | Héctor Carretero (ESP)   | DNF                    |
| 243                    | Francisco Galván (ESP)   | 110.                   |
| 244                    | Raúl García Pierna (ESP) | 101.                   |
| 245                    | Pau Miquel (ESP)         | 99.                    |
| 246                    | Ibon Ruiz (ESP)          | DNF                    |
| 247                    | Danny van der Tuuk (NED) | DNF                    |

Förklaringar
DNF = Fullföljde inte, OTL = Utanför tidsgränsen, DNS = Startade inte, DSQ = Diskvalificerad